# Cowpen
Cowpen är en ort i civil parish Blyth, i grevskapet Northumberland i England. Orten är belägen 10 km från Morpeth. Cowpen var en civil parish 1866–1920 när det uppgick i Blyth. Civil parish hade 21 295 invånare år 1911.